# Investigación Siniestra
Investigación Siniestra (en inglés A Sinister Research) es una película colombiana de drama y suspenso del año 2023 escrita y dirigida por Johan Cuartas, siendo su ópera prima. La cinta es protagonizada por los actores Gianco, Tuan Oliveros, José Aponte, Sebastián Blanco y Sebastián Rodríguez.

## Sinopsis
Sergio Evangelista es un investigador privado que mientras graba todo en video, resuelve casos desde su particular oficina: un parque en la ciudad. Cierto día, recibirá el encargo de encontrar el paradero de Gabriel Insuasti, un joven desaparecido desde hace meses. A medida que realiza sus indagaciones y los hechos se van esclareciendo, descubrirá que la verdad detrás de todo podría llegar a ser espeluznante.

## Trama
La película se divide en un prólogo y 13 días, que son segmentos de video grabados por el protagonista a manera de video diario, y archivos de investigación.

### Prólogo
En el año 2018, un hombre rubio está sentado en las graderías de un parque urbano junto a un hombre desconocido. Otro hombre, a quien llama Iván, llega caminando y sin mediar palabra le dispara en dos ocasiones. Él intenta huir, pero resulta herido. La escena se interrumpe por unas barras de color que resultan ser la emisión de una noticia de última hora donde una presentadora llamada Estefanía Alonso (Hailyn Padua) informa la desaparición de un joven llamado Gabriel Insuasti el día 31 de agosto. A manera de reportaje, se muestra a Felipe Almendros (Sebastián Blanco) un joven que afirma ser el mejor amigo de Gabriel, mostrando un cartel de se busca y hablando a la cámara, enviándole un mensaje y pidiendo noticias; la emisión regresa con Estefanía, sorprendiéndola mientras come algo. Ella continúa informando, comentando que hay una recompensa, que no se sabe si es real.

### Día 1
En el mismo parque, Andrés (Frank Escorcha), un estudiante, va caminando y se detiene a observar. En las graderías, observa a Sergio Evangelista (Gianco) y se acerca para hablar un rato con él. En la conversación se menciona que Sergio era un estudiante de la escuela de policía a a la cual Andrés asiste, siendo ambos excompañeros; también que su salida se dio por algún problema psiquiátrico, que está medicado y que ahora trabaja como investigador privado teniendo aquel parque como su oficina. Andrés lo deja, afirmando que no podrá volver a visitarlo en un tiempo ya que estará muy ocupado y se despiden. Sergio queda solo, decidiendo que desayunará algo.

### Día 2
A la “oficina” de Sergio llega un hombre llamado Román Salcedo (Juan Toro) que se preocupa por la cámara. Sergio le miente afirmando que no está grabando, y entonces este le empieza a hablar. le comenta que vio un anuncio de sus servicios como detective en internet, y por tal razón lo buscó. Le pide que le ayude a verificar si su novia le es infiel, tarea que Sergio rechaza. Por salir del paso, Sergio le hace una serie de preguntas sobre su vida en pareja con las cuales llega a la conclusión, un tanto precipitada, de que la novia, Alejandra, en efecto le es infiel. Román acepta sus observaciones, e insiste en pagarle aunque él se niega desde un principio. Finalmente le recibe un billete, y él lo deja precipitadamente. Sergio verifica el billete, lo guarda y apaga la cámara.

### Día 3
Sergio graba las nubes con su celular mientras tiene un momento de reflexión, el cual es interrumpido por el Doctor Cifuentes (Tuan Oliveros), empezando ambos una conversación. El doctor Cifuentes le pregunta sobre pérdida de memoria y alucinaciones, dejando en manifiesto que es psiquiatra. Hablan un poco sobre literatura y cine, comentándole Sergio que ahora es detective privado. Sergio le dice que graba todo para así recordar cosas y ayudarse en su labor de detective. Él le recalca la importancia de tomar sus medicamentos, y también, a manera de disculpa le dice que lamenta su salida de la escuela de policía, felicitando su intención de salir adelante como detective.

### Día 4
Iván Insuasti (Luis Bernal), el mismo hombre que disparó al principio, llega y entabla una conversación con Sergio, autorizando ser grabado. Comenta que es el padre de Gabriel Insuasti, que lleva tres meses desaparecido. Le muestra el mismo cartel que tenía Felipe en el noticiero y le encarga a Sergio que lo ayude a buscarlo. Sergio se sorprende porque afirma conocer a Gabriel, e incluso ser amigos. Al principio se niega, pero al ver la falta de confianza en la policía y la desesperación de Iván, accede a empezar a investigar al respecto. Iván se despide, quedando Sergio en llamarlo ante alguna noticia.

### Día 5
Sergio dialoga con Alexander Palacio (David Gerena) un universitario, compañero de carrera de Gabriel Insuasti. Este le revela que poco antes de desaparecer, Gabriel asistió a una fiesta de la que él no sabe más detalles, porque no asistió al ser muy estudioso. Menciona que Gabriel tiene una novia llamada Camila Insuasti que probablemente es falsa y que la fiesta se realizó en la casa de alguien llamado Variel Rodríguez.

### Día 6
Un Influencer llamado David García (Santiago Reyes) realiza un video promocional para redes en el que rifa unas gafas de sol. Luego, es entrevistado por Sergio, con quien desvarían un poco hablando sobre su trabajo como influencer. David le comenta que su padre, Isaías, es quien ofreció en alquiler un salón para que se realizara la fiesta, y le entrega una tarjeta con los datos, recomendándole llamar al teléfono fijo. Luego de que Sergio se le insinúe sexualmente, David se disgusta y abandona el lugar. Sergio, con su celular llama al número y habla con Isabela (Laura Mora) recepcionista de Eventos, recepciones y rosas, sitio donde alquilaron el salón. Sergio le pregunta sobre la identidad de quien alquiló el salón, pero Isabela se niega a darle el dato sin una orden policial, haciendo imposible su búsqueda. Ella finalmente ante su insistencia, le cuelga el teléfono.

### Día 7
El Doctor Cifuentes visita a Sergio en aquel parque y hablan de como Sergio usa el metraje que filma como terapia para recordar cosas. El doctor le sugiere a Sergio que se encuentren en su consultorio y le comenta que se enteró de que no está reclamando sus medicamentos, que debería estar tomando porque sigue medicado. Sergio le responde que se siente bien, y que tomarlos le hace daño. El doctor le insiste en reclamarlos y Sergio queda con él en que así lo hará. Ambos se despiden, y el doctor se va.

### Día 8
Sergio dialoga con otro compañero de Gabriel: Variel Rodríguez (Steven A. Rojas), que le comenta que luego de haber alquilado el salón, permitió que la fiesta se continuara realizando en su casa, incluso a escondidas de los padres. Al lugar también llega Daniel Virgüez (Bryan Arévalo) que le comenta que Gabriel estuvo todo el tiempo con su mejor amigo, Felipe Almendros, y que tarde en la noche se fue con una persona desconocida, el mismo Sergio, según lo comenta. Variel se muestra confundido, sin embargo cuando Daniel deja el lugar precipitadamente, lo sigue.

### Día 9
Sergio reflexiona ante la cámara mostrándose sorprendido, preocupado y pensativo con respecto a las declaraciones de Daniel el día anterior. Finalmente  se le ve tomando sus medicamentos, causándoles estos un dolor de estómago. Sergio confiesa que los había dejado de tomar, y que esto le causó lagunas mentales, perdiendo recuerdos hasta de días completos. Menciona que contactó por teléfono a Iván, y que este quiso finalizar la búsqueda, afirmando que con la policía habían llegado a nuevas pistas. Sergio confiesa preocuparse por el pago, pero también que se alegra de que el asunto empiece a aclararse.

### Día 10
Sergio tiene una conversación con un delincuente llamado S. T. Flynt (Charles Torres) que lo busca para pedirle consejo. A medida que se desenvuelve la conversación, queda evidente que Flynt confundió a Sergio con alguien más, por lo que se toma la situación con humor, y lo acaba dejando tras haberle sacado un susto.

### Día 11
Para sorpresa de Sergio, el mismo Felipe Almendros aparece en su oficina. Sin darle mayor explicación, lo increpa y le recrimina no reconocer la verdad sobre Gabriel. Tras decirle que “el video nunca miente” lo deja solo, con más dudas que respuestas. Fuera de cámara, se hace evidente que Felipe se echó a correr, porque Sergio intenta alcanzarlo, pero se regresa afirmando que lo perdió.

### Día 12
Al día siguiente, Sergio entrevista a Armando Irriarte (Ginberson Danenger) el tío de Gabriel. En la conversación menciona que vive con Gabriel e Iván y queda en evidencia que tal vez no es el tío formal de Gabriel, dejando dudas sobre su verdadera relación con ellos. Afirma ser inquilino de la casa, y tener potestad para darle permisos a Gabriel. La conversación es interrumpida por una llamada que recibe Armando, que contesta en altavoz por solicitud de Sergio, y resulta ser Iván, comentándole que Gabriel apareció, dando a entender que encontraron su cadáver. La noticia deja en shock a Armando, que con gran tristeza empieza a caminar yéndose del lugar, desplománodose luego tras sufrir un infarto. Un hombre que pasaba por aquel parque (Daniel López) acude ante el llamado de Sergio y los ayuda llamando una ambulancia.

### Día 13
Sergio se confiesa ante la cámara triste por la muerte de Gabriel, incluso llorando un poco. Unos momentos después, es interrumpido por el Doctor Cifuentes que preocupado habla con él y le comenta que estuvo al tanto de la investigación que estaba llevando sobre Gabriel, y que ya encontraron al responsable. Le muestra un afiche de Se busca con el rostro del responsable (el mismo joven rubio del comienzo), que Sergio no reconoce. El doctor, entonces, le entrega un espejo y le pide que se mire sin pensar en nada, cosa que Sergio hace.
Ocurre entonces la revelación de la película: Sergio, al mirarse en el espejo, no ve su propio reflejo sino el hombre rubio que estaba en el afiche. Descubriendo su verdadera identidad, Sergio desaparece. El doctor le comenta que él en realidad es Néstor Sepúlveda (José Aponte), y que Sergio evangelista era solamente una personalidad disociada que el creó para lidiar con la culpa de haber matado a Gabriel. En una serie de flashbacks, se muestra que en efecto Sergio nunca existió, sino que todo el tiempo fue Néstor quien estuvo en el parque y habló con los demás, actuando como el detective Sergio. El doctor le comenta que conocía esa tendencia desde que él estaba en la escuela de policía, y que por no tomar la medicación no había podido suprimir esa segunda personalidad.
En pantalla se muestra a Gabriel, aún con vida y un pastizal, con un zapato, una navaja y sangre dando a entender que es la escena del crimen aunque no se llega a mostrar el cuerpo. En un puente público, una mujer joven (Yodry Alegna) se reúne con Iván. Ella afirma llamarse Camila Suárez y ser la novia de Gabriel, resultando ser real. Le comenta que mantenía una relación oculta con Gabriel. Iván reconoce pensar que Felipe era la pareja de Gabriel, pero ella lo corrije, y le dice saber quién mató a Gabriel y dónde está, exaltándolo. Le explica que Daniel reconoció a la persona, y se lo dijo a Felipe, que fue a comprobarlo por su propia cuenta y luego se lo dijo a ella. Le dice que el responsable es Néstor, que se hace pasar por Sergio Evangelista y se encuentra en un parque grande detrás del centro comercial.
Entendiéndolo todo, y sin más, Iván se aparta caminando en dirección al parque mientras saca una pistola de su pantalón. Camila solo lo observa irse.
Ocurren entonces los hechos mostrados en la apertura: Iván llega al parque, a las graderías y dispara a Néstor dos tiros. Este intenta correr, pero resulta herido. Se desvanece y sangra un poco por la boca. Sobre un fondo negro, justo antes de los créditos, se escucha su respiración por unos momentos, y después un silencio, quedando a la expectativa el hecho de si sigue vivo, o murió.

## Reparto y personajes
Investigación Siniestra cuenta con un reparto coral integrado por:
- Gianco como Sergio Evangelista.[4]
- Tuan Oliveros como el Doctor Cifuentes.
- José Aponte como Néstor Sepúlveda.
- Sebastián Blanco como Felipe Almendros.
- Hailyn Padua como Estefanía.
- Sebastián Rodríguez como Gabriel Insuasti.
- Frank Escorcha como Andrés.
- Luis Bernal como Iván Insuasti.
- David Gerena como Alexander Palacio.
- Juan Toro como Román Salcedo.
- Santiago Reyes como David García.
- Laura Mora como Isabela.
- Bryan Arévalo como Daniel Virgüez.
- Steven A. Rojas como Variel Rodríguez.
- Ginberson Danenger como Armando Irriarte.
- Charles Torres como S. T. Flynt.
- Yodry Alegna como Camila Suárez.
- Daniel López como Hombre en el parque.

## Producción
La fotografía principal comenzó en la ciudad de Bogotá en el año 2019 y finalizó un año y medio después, en septiembre de 2020 tras superar las restricciones impuestas por la pandemia de covid-19. Esta se compone principalmente de planos fijos, en un estilo de metraje encontrado. No tiene banda sonora.

## Lanzamiento
La película fue lanzada el 7 de diciembre de 2023 en internet a través de la plataforma de streaming Tubi, con sus diálogos originales en español y subtitulada en inglés, para el público estadounidense. Para el resto del mundo, su lanzamiento fue en simultáneo a través de la plataforma Filmzie.